# Гамрецкий, Михаил Григорьевич
Михаил Григорьевич Гамрецкий (1911 — 1965) — старший сержант Рабоче-крестьянской Красной Армии, участник Великой Отечественной войны, полный кавалер ордена Славы, лишён всех званий и наград в связи с осуждением.

## Биография
Михаил Гамрецкий родился в 1911 году в селе Великие Пузырьки (ныне — Изяславский район Хмельницкой области Украины). После окончания начальной школы работал в селе Свириды Изяславского района. В начале Великой Отечественной войны оказался в оккупации. С июля 1941 года находился на службе в оккупационной полиции, сначала был комендантом сельской полиции в Свиридах, затем стал старостой сельской управы, старшиной волости. Принимал участие в арестах советских граждан, угоне их на работу в Германии, отбирал у односельчан продукты, передавая их немцам, патрулировал улицы, нёс охрану складов и собранных урожаев.
В марте 1944 года после освобождения Гамрецкий был призван на службу в Рабоче-крестьянскую Красную Армию и направлен на фронт Великой Отечественной войны, к лету уже командовал отделением сапёрной роты 601-го отдельного сапёрного батальона 302-й стрелковой дивизии 60-й армии 1-го Украинского фронта.
Первый раз отличился во время освобождения Львова. 27 июля 1944 года отделение Гамрецкого успешно обезвредило мины, заложенные противником с целью подрыва железнодорожного моста через канал, сняв в общей сложности 400 килограмм взрывчатки, а затем организовало проезд боевой техники через полуразрушенную среднюю часть моста. 2 августа 1944 года Гамрецкий был награждён орденом Славы III степени.
18 сентября 1944 года Гамрецкий во главе группы сапёров проделал проходы в спирали Бруно, пропустил разведчиков и охранял проход до их возвращения, что способствовало успешному выполнению боевой задачи без потерь. 18 октября 1944 года Гамрецкий был награждён орденом Славы II степени.
В третий раз отличился во время освобождения Чехословакии. Находясь в передовой группе, Гамрецкий проделал проходы в трёх баррикадах противника и обезвредил два минных поля, что способствовало успешному освобождению города Оломоуц. В общей сложности во время боёв Гамрецкий захватил в плен и передал чехословацким партизанам около 150 солдат и офицеров противника, ещё 50 уничтожил лично.
Указом Президиума Верховного Совета СССР от 15 мая 1946 года за «образцовое выполнение заданий командования в боях с немецкими захватчиками» старший сержант Михаил Гамрецкий был награждён орденом Славы I степени.
После окончания войны Гамрецкий был демобилизован. Вернулся в родные места. После открытия правды о его службе в полиции в 1946 году Гамрецкий был арестован органами МВД СССР. Трибунал войск МВД по Каменец-Подольской области 10 августа 1946 года приговорил его к 10 годам исправительно-трудовых лагерей.
Указом Президиума Верховного Совета СССР от 6 апреля 1948 года Михаил Гамрецкий был лишён всех званий и наград.
Проживал в городе Брянка Луганской области Украинской ССР. Умер 15 августа 1965 года.